# Хутір (Рованичівська сільська рада)
Хутір (біл. вёска Хутір) — село в складі Червенського району Мінської області, Білорусь. Село підпорядковане Рованичівській сільській раді, розташоване в центральній частині області.